# Osoblje Leeds Uniteda
Ovo je popis osoblja onih koji su radili i onih koji su danas zaposleni u Leeds Unitedu od osnivanja kluba 1919.

## Predsjednici
| From | To       | Name                    |
| 1919 | 1919     | Joe Henry               |
| 1919 | 1924     | J. Hilton Crowther      |
| 1924 | 1931     | Sir Albert Braithwaite  |
| 1931 | 1933     | Eric Clarke             |
| 1933 | 1937     | Alf Masser              |
| 1937 | 1948     | Ernest Pullan           |
| 1948 | 1961     | Sam Bolton              |
| 1961 | 1967     | Harry Reynolds          |
| 1967 | 1968     | Albert Morris           |
| 1968 | 1972     | Percy Woodward          |
| 1972 | 1983     | Manny Cussins           |
| 1983 | 1996     | Leslie Silver           |
| 1996 | 1997     | Bill Fotherby           |
| 1997 | 2003     | Peter Ridsdale          |
| 2003 | 2003     | Professor John McKenzie |
| 2003 | 2004     | Trevor Birch            |
| 2004 | 2005     | Gerald Krasner          |
| 2005 | trenutno | Ken Bates               |

## Pomoćni treneri
| Od   | Do      | Ime i prezme      |
| 1960 | 1976    | Syd Owen (Trener) |
| 1976 | 1978    | Don Howe          |
| 1978 | 1980    | David Merrington  |
| 1980 | 1982    | Martin Wilkinson  |
| 1982 | 1985    | Jimmy Lumsden     |
| 1985 | 1988    | Dave Bentley      |
| 1988 | 1996    | Mick Hennigan     |
| 1996 | 1998    | David O'Leary     |
| 1998 | 2003    | Eddie Gray        |
| 2003 | 2004    | Kevin Blackwell   |
| 2004 | 2006    | Sam Ellis         |
| 2006 |         | John Carver       |
| 2006 | 2007    | Gustavo Poyet     |
| 2007 |         | Alan Thompson     |
| 2007 | 2008    | Dave Bassett      |
| 2008 | present | Steve Staunton    |

## Treneri

### Vremenska skala trenera (od 2000)
| Coach              | Years at the club                                               | Years at the club                                               | Years at the club                                               | Years at the club                                               | Years at the club                                               | Years at the club                        | Years at the club                          | Years at the club                          | Years at the club                          |
| Coach              | 2000                                                            | 2001                                                            | 2002                                                            | 2003                                                            | 2004                                                            | 2005                                     | 2006                                       | 2007                                       | 2008                                       |
| ------------------ | --------------------------------------------------------------- | --------------------------------------------------------------- | --------------------------------------------------------------- | --------------------------------------------------------------- | --------------------------------------------------------------- | ---------------------------------------- | ------------------------------------------ | ------------------------------------------ | ------------------------------------------ |
| Roy Aitken         | Trener rezervne momčadi                                         | Trener rezervne momčadi                                         | Trener rezervne momčadi                                         | Trener rezervne momčadi                                         |                                                                 |                                          |                                            |                                            |                                            |
| Bryan 'Pop' Robson | Trener do 17-godina (until 2001), Trener do 19-godina (od 2001) | Trener do 17-godina (until 2001), Trener do 19-godina (od 2001) | Trener do 17-godina (until 2001), Trener do 19-godina (od 2001) | Trener do 17-godina (until 2001), Trener do 19-godina (od 2001) | Trener do 17-godina (until 2001), Trener do 19-godina (od 2001) |                                          |                                            |                                            |                                            |
| Brian Kidd         |                                                                 | Trener prve momčadi                                             | Trener prve momčadi                                             | Trener prve momčadi                                             |                                                                 |                                          |                                            |                                            |                                            |
| Steve Agnew        |                                                                 |                                                                 |                                                                 |                                                                 | Trener rezervne momčadi (do lipnja 2005)                        | Trener rezervne momčadi (do lipnja 2005) | Trener do 18-godina (od veljače 2006)      | Trener do 18-godina (od veljače 2006)      |                                            |
| Aidy Boothroyd     |                                                                 |                                                                 |                                                                 |                                                                 | Trener prve momčadi                                             | Trener prve momčadi                      |                                            |                                            |                                            |
| David Geddis       |                                                                 |                                                                 |                                                                 |                                                                 |                                                                 |                                          | Trener rezervne momčadi                    |                                            |                                            |
| Neil Thompson      |                                                                 |                                                                 |                                                                 |                                                                 |                                                                 |                                          | Trener rezervne momčadi (i dalje zaposlen) | Trener rezervne momčadi (i dalje zaposlen) | Trener rezervne momčadi (i dalje zaposlen) |
| Joe Allon          |                                                                 |                                                                 |                                                                 |                                                                 |                                                                 |                                          |                                            | Trener (do veljače 2008)                   | Trener (do veljače 2008)                   |
| John Gannon        |                                                                 |                                                                 |                                                                 |                                                                 |                                                                 |                                          |                                            | Trener prve momčadi (do siječnja 2008)     | Trener prve momčadi (do siječnja 2008)     |
| Daral Pugh         |                                                                 |                                                                 |                                                                 |                                                                 |                                                                 |                                          |                                            | Trener do 18-godina (i dalje zaposlen)     | Trener do 18-godina (i dalje zaposlen)     |
| Neil McDonald      |                                                                 |                                                                 |                                                                 |                                                                 |                                                                 |                                          |                                            |                                            | Trener prve momčadi (i dalje zaposlen)     |

## Tajničko osoblje
| Od   | Do       | Ime i prezime      |
| 1919 | 1935     | None               |
| 1935 | 1958     | C. Arthur Crowther |
| 1958 | 1967     | Cyril Williamson   |
| 1968 | 1982     | Keith Archer       |
| 1982 | 1989     | David Dowse        |
| 1989 | 1999     | Nigel Pleasants    |
| 1999 | 2005     | Ian Silvester      |
| 2005 | trenutno | Slobodno mjesto    |

## Glavni izvršni direktori
| Od   | Do      | Ime i prezime   |
| 1983 | 1986    | Terry Nash      |
| 1986 | 1996    | Nitko           |
| 1996 | 1997    | Robin Saunders  |
| 1997 | 2003    | Nitko           |
| 2003 | 2004    | Trevor Birch    |
| 2004 | 2004    | Chris Middleton |
| 2004 | present | Shaun Harvey    |

## Upravni odbor

### Vremenska skala direktora (od 2000)
| Direktor                | Godina vladanja                                                                      | Godina vladanja                                                                      | Godina vladanja                                                                      | Godina vladanja                                                                      | Godina vladanja                | Godina vladanja                | Godina vladanja       | Godina vladanja       | Godina vladanja |
| Direktor                | 2000                                                                                 | 2001                                                                                 | 2002                                                                                 | 2003                                                                                 | 2004                           | 2005                           | 2006                  | 2007                  | 2008            |
| ----------------------- | ------------------------------------------------------------------------------------ | ------------------------------------------------------------------------------------ | ------------------------------------------------------------------------------------ | ------------------------------------------------------------------------------------ | ------------------------------ | ------------------------------ | --------------------- | --------------------- | --------------- |
| Peter Ridsdale          | Chairman (until March 2003)                                                          | Chairman (until March 2003)                                                          | Chairman (until March 2003)                                                          | Chairman (until March 2003)                                                          |                                |                                |                       |                       |                 |
| David Spencer           | Operacijski direktor                                                                 | Operacijski direktor                                                                 | Operacijski direktor                                                                 | Operacijski direktor                                                                 |                                |                                |                       |                       |                 |
| Adam Pearson            | Komercijalni direktor                                                                | Komercijalni direktor                                                                |                                                                                      |                                                                                      |                                |                                |                       |                       |                 |
| Stephen Harrison        | Financijski direktor (do lipnja 2002), Izvršni operacijski direktor (od lipnja 2002) | Financijski direktor (do lipnja 2002), Izvršni operacijski direktor (od lipnja 2002) | Financijski direktor (do lipnja 2002), Izvršni operacijski direktor (od lipnja 2002) | Financijski direktor (do lipnja 2002), Izvršni operacijski direktor (od lipnja 2002) |                                |                                |                       |                       |                 |
| Richard North           | Ne-izvršni direktor                                                                  | Ne-izvršni direktor                                                                  | Ne-izvršni direktor                                                                  |                                                                                      |                                |                                |                       |                       |                 |
| Allan Leighton          |                                                                                      | Pomoćnik predsjednika                                                                | Pomoćnik predsjednika                                                                | Pomoćnik predsjednika                                                                |                                |                                |                       |                       |                 |
| Neil Holloway           |                                                                                      |                                                                                      |                                                                                      | Ne-izvršni direktor                                                                  |                                |                                |                       |                       |                 |
| Neil Robson             |                                                                                      |                                                                                      |                                                                                      | Financijski direktor                                                                 | Financijski direktor           |                                |                       |                       |                 |
| Professor John McKenzie |                                                                                      |                                                                                      |                                                                                      | Ne-izvršni direktor, Chairman (from April 2003)                                      |                                |                                |                       |                       |                 |
| Gerald Krasner          |                                                                                      |                                                                                      |                                                                                      |                                                                                      | Predsjednik                    | Predsjednik                    |                       |                       |                 |
| Melvyn Levi             |                                                                                      |                                                                                      |                                                                                      |                                                                                      | [ 18 ]                         | [ 18 ]                         |                       |                       |                 |
| David Richmond          |                                                                                      |                                                                                      |                                                                                      |                                                                                      | Generalni direktor             |                                |                       |                       |                 |
| Melvin Helme            |                                                                                      |                                                                                      |                                                                                      |                                                                                      | Direktor financijskog poduzeća | Direktor financijskog poduzeća |                       |                       |                 |
| Simon Morris            |                                                                                      |                                                                                      |                                                                                      |                                                                                      | [ 18 ]                         | [ 18 ]                         |                       |                       |                 |
| Peter Lorimer           |                                                                                      |                                                                                      |                                                                                      |                                                                                      | [ 18 ]                         | [ 18 ]                         | [ 18 ]                | [ 18 ]                |                 |
| Ken Bates               |                                                                                      |                                                                                      |                                                                                      |                                                                                      |                                | Predsjednik                    | Predsjednik           | Predsjednik           | Predsjednik     |
| Jayne McGuinness        |                                                                                      |                                                                                      |                                                                                      |                                                                                      |                                | Pomoćnik predsjednika          | Pomoćnik predsjednika | Pomoćnik predsjednika |                 |
| Yvonne Todd             |                                                                                      |                                                                                      |                                                                                      |                                                                                      |                                | Financijski direktor           | Financijski direktor  | Financijski direktor  |                 |
| Mark Taylor             |                                                                                      |                                                                                      |                                                                                      |                                                                                      |                                | [ 20 ] [ 21 ]                  | [ 20 ] [ 21 ]         | [ 20 ] [ 21 ]         | [ 20 ] [ 21 ]   |
| Shaun Harvey            |                                                                                      |                                                                                      |                                                                                      |                                                                                      |                                |                                |                       | [ 21 ]                | [ 21 ]          |

### Ostali direktori
- Albert Morris Direktor: 1961-1968, Chairman: 1968
- Alderman Percy Woodward Potpredsjednik: do 1968, Predsjednik: 1968-1974
- John Bromley Direktor: od 1961
- Sidney Simon Direktor: od 1961
- Manny Cussins Direktor: od 1961
- Bill Fotherby Direktor: 1981-1997, Komercijalni direktor: 1987-1988, Generalni direktor: 1988-1996
- Peter Ridsdale Direktor: 1987-17 travnja 2003
- David Spencer Direktor kateringa:srpnja 1994-????, Operacijski direktor: ????-7 ožujak 2003
- Robin Launders Izvršni direktor: 1996-19th travnja 1997
- Jeremy Fenn Generalni direktor: 2 kolovoza 1996-25 svibnja 1999
- Adam Pearson Komercijalni direktor: 2 kolovoza 1996-12 ožujka 2001
- Stephen Harrison Financijski direktor: Veljača 2000-13 lipanj 2002, Izvršni operacijski direktor: 13 June 2002[22]-29 April 2003
- Richard North Ne-izvršni direktor: do 30 prosinca 2002